# Norroy-le-Sec
Pour les articles homonymes, voir Norroy et Norrois.
Norroy-le-Sec est une commune française située dans le département de Meurthe-et-Moselle, en Lorraine, dans la région administrative Grand Est.

## Géographie
| Piennes                | Landres       | Mairy-Mainville   |
| Joudreville Affleville | Norroy-le-Sec | Anoux             |
| Gondrecourt-Aix        |               | Fléville-Lixières |

### Hydrographie

#### Réseau hydrographique
La commune est traversée par la ligne de partage des eaux entre les bassins versants du Rhin et de la Meuse au sein du bassin Rhin-Meuse. Elle est drainée par le ruisseau de Fleville-Lixieres, le ruisseau des Sept Chevaux, le ruisseau d'Hapre, le ruisseau le Breuil et le ruisseau le Rawe,.
Le ruisseau des Sept Chevaux, d'une longueur de 16 km, prend sa source dans la commune  et se jette  dans le Rawe à Valleroy, après avoir traversé six communes. 

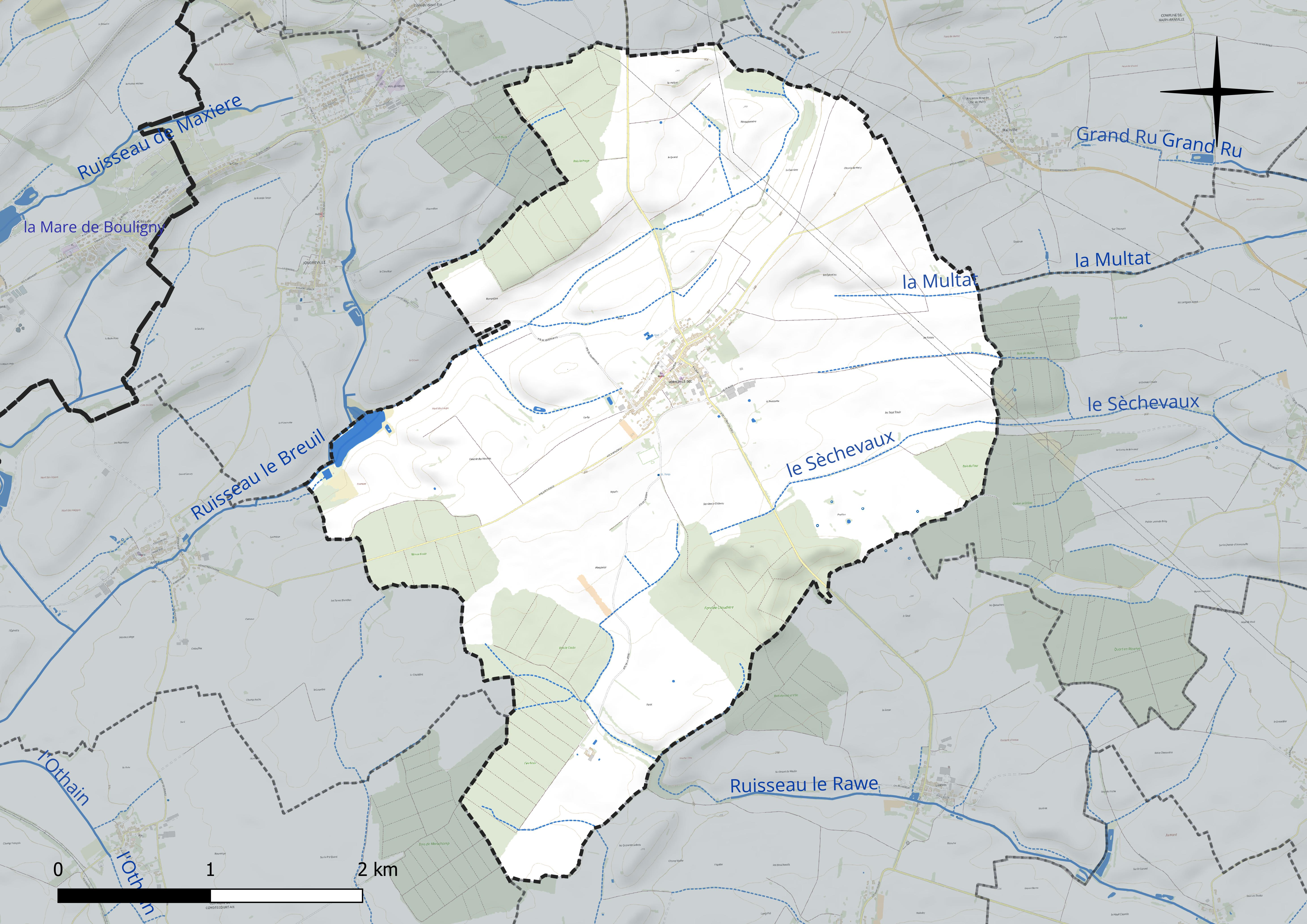
Réseau hydrographique de Norroy-le-Sec.

#### Gestion et qualité des eaux
Le territoire communal est couvert par le schéma d'aménagement et de gestion des eaux (SAGE) « Bassin ferrifère ». Ce document de planification concerne le périmètre des anciennes galeries des mines de fer, des aquifères et des bassins versants hydrographiques associés qui s’étend sur 2 418 km2. Les bassins versants concernés sont celui de la Chiers en amont de la confluence avec l'Othain, et ses affluents (la Crusnes, la Pienne, l'Othain), celui de l'Orne et ses affluents et celui de la Fensch, le Veymerange, la Kiesel et les parties françaises du bassin versant de l'Alzette et de ses affluents (Kaylbach, ruisseau de Volmerange). Il a été approuvé le 27 mars 2015. La structure porteuse de l'élaboration et de la mise en œuvre est la région Grand Est. 
La qualité des cours d’eau peut être consultée sur un site dédié géré par les agences de l’eau et l’Agence française pour la biodiversité. 

### Climat
Pour des articles plus généraux, voir Climat du Grand Est et Climat de Meurthe-et-Moselle.
En 2010, le climat de la commune est de type climat de montagne, selon une étude du Centre national de la recherche scientifique s'appuyant sur une série de données couvrant la période 1971-2000. En 2020, Météo-France publie une typologie des climats de la France métropolitaine dans laquelle la commune est exposée à un climat semi-continental et est dans la région climatique  Lorraine, plateau de Langres, Morvan, caractérisée par un hiver rude (1,5 °C), des vents modérés et des brouillards fréquents en automne et hiver. 
Pour la période 1971-2000, la température annuelle moyenne est de 9,5 °C, avec une amplitude thermique annuelle de 16,3 °C. Le cumul annuel moyen de précipitations est de 860 mm, avec 13 jours de précipitations en janvier et 9,3 jours en juillet. Pour la période 1991-2020, la température moyenne annuelle observée sur la station météorologique de Météo-France la plus proche, « Rouvres-en-woevre », sur la commune de Rouvres-en-Woëvre à 11 km à vol d'oiseau, est de 10,8 °C et le cumul annuel moyen de précipitations est de 668,3 mm. 
La température maximale relevée sur cette station est de 40,2 °C, atteinte le 24 juillet 2019 ; la température minimale est de −15,4 °C, atteinte le 7 février 2012,,. 
Les paramètres climatiques de la commune ont été estimés pour le milieu du siècle (2041-2070) selon différents scénarios d'émission de gaz à effet de serre à partir des nouvelles projections climatiques de référence DRIAS-2020. Ils sont consultables sur un site dédié publié par Météo-France en novembre 2022.

## Urbanisme

### Typologie
Au 1er janvier 2024, Norroy-le-Sec est catégorisée commune rurale à habitat dispersé, selon la nouvelle grille communale de densité à sept niveaux définie par l'Insee en 2022.
Elle est située hors unité urbaine. Par ailleurs la commune fait partie de l'aire d'attraction de Val de Briey, dont elle est une commune de la couronne,. Cette aire, qui regroupe 14 communes, est catégorisée dans les aires de moins de 50 000 habitants,.

### Occupation des sols
L'occupation des sols de la commune, telle qu'elle ressort de la base de données européenne d’occupation biophysique des sols Corine Land Cover (CLC), est marquée par l'importance des territoires agricoles (75,4 % en 2018), une proportion sensiblement équivalente à celle de 1990 (75,8 %). La répartition détaillée en 2018 est la suivante : 
terres arables (61,9 %), forêts (22,3 %), prairies (13,5 %), zones urbanisées (2,3 %). L'évolution de l’occupation des sols de la commune et de ses infrastructures peut être observée sur les différentes représentations cartographiques du territoire : la carte de Cassini (XVIIIe siècle), la carte d'état-major (1820-1866) et les cartes ou photos aériennes de l'IGN pour la période actuelle (1950 à aujourd'hui).

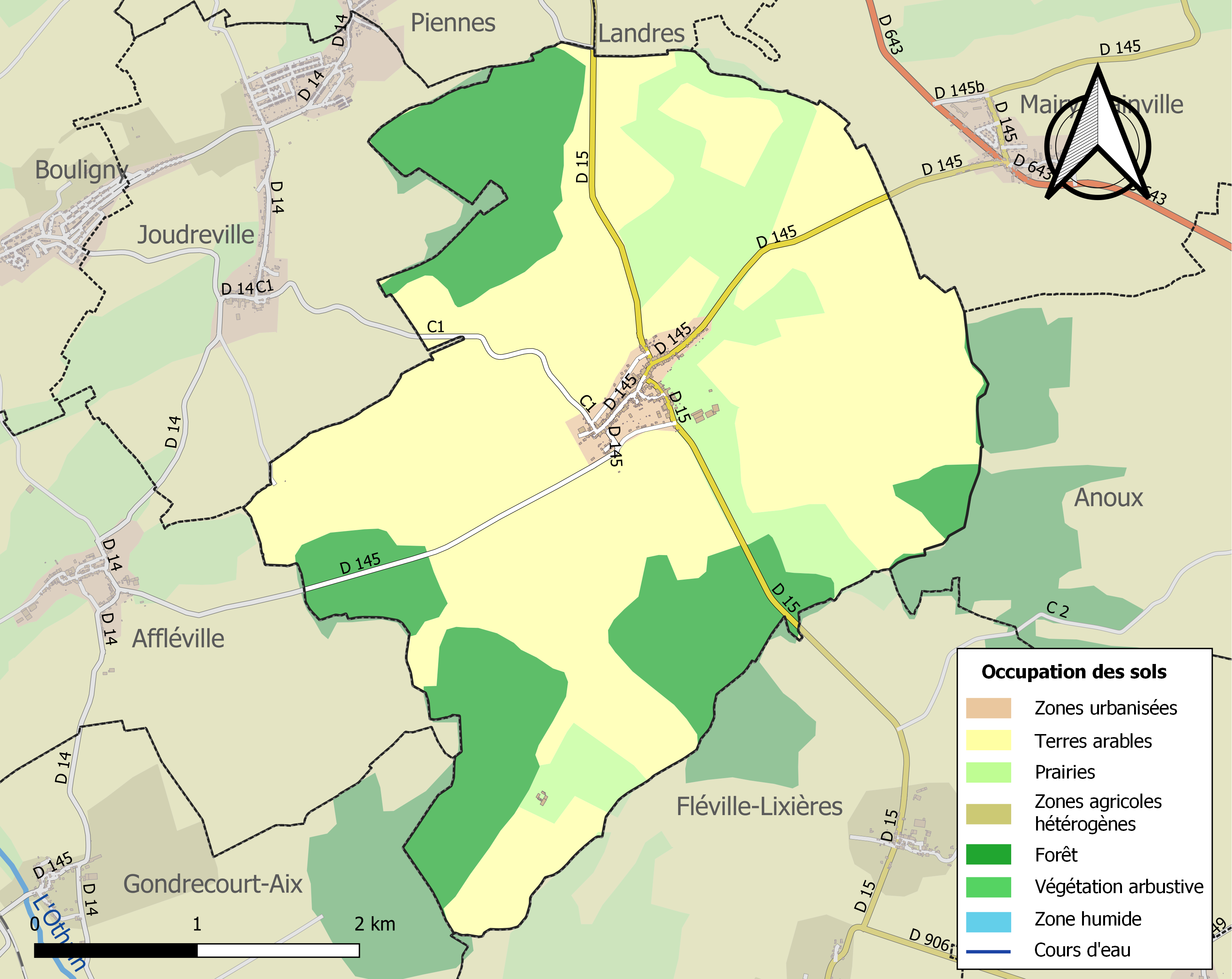
Carte des infrastructures et de l'occupation des sols de la commune en 2018 (CLC).

## Toponymie
Le nom de la localité est attesté sous les formes Nugaretum in pago Wabrinsi (679) ; Nugaretum (686) ; Nugaredum in pago Wabrense (692) ; Nugarectus (949) ; Noeroy (1137) ; Nungardum (1192) ; Noweroit (1250) ; Nouorroy-le-Sec (1269) ; Naroit (1281) ; Noweroy-le-Sec (1309) ; Noueroy-le-secq (1405) ; Nouroy (1429) ; Noveray, Nowerotz (1430) ; Noweroy le sec (1511) ; Nauroy-le-sec (1615) ; Norroys-le-sec (1642) ; Nauroy (1672) ; Nouroy-le-sec (1696) ; Nogaredum Siccum (1750) ; Nord-le-sec.

Du bas latin nucarius « noyer » et du suffixe collectif -etum « ensemble de noyers ».

## Histoire
Brûlé, en 1454, par le sire de Commercy.
En 1817, Norroy-le-Sec, village de l'ancienne province du Barrois avait pour annexes l'ancien ermitage de la Malgré et le moulin de Saint-Quirin. À cette époque il y avait 579 habitants répartis dans 115 maisons.

## Politique et administration
| Période                                  | Période                   | Identité                                            | Étiquette | Qualité                       |
| ---------------------------------------- | ------------------------- | --------------------------------------------------- | --------- | ----------------------------- |
| Les données manquantes sont à compléter. |                           |                                                     |           |                               |
| avant 1981                               | ?                         | Paul Jeanjean                                       | DVG       |                               |
| mars 2001                                | En cours (au 23 mai 2020) | Charles-Paul Peyrot, Réélu pour le mandat 2020-2026 |           | Ancien agriculteur exploitant |

## Population et société

### Démographie
L'évolution du nombre d'habitants est connue à travers les recensements de la population effectués dans la commune depuis 1793. Pour les communes de moins de 10 000 habitants, une enquête de recensement portant sur toute la population est réalisée tous les cinq ans, les populations de référence des années intermédiaires étant quant à elles estimées par interpolation ou extrapolation. Pour la commune, le premier recensement exhaustif entrant dans le cadre du nouveau dispositif a été réalisé en 2004.

En 2022, la commune comptait 418 habitants, en évolution de −0,24 % par rapport à 2016 (Meurthe-et-Moselle : −0,13 %, France hors Mayotte : +2,11 %).
| 1793 | 1800 | 1806 | 1821 | 1836 | 1841 | 1861 | 1866 | 1872 |
| ---- | ---- | ---- | ---- | ---- | ---- | ---- | ---- | ---- |
| 609  | 491  | 563  | 609  | 627  | 610  | 604  | 591  | 593  |

| 1876 | 1881 | 1886 | 1891 | 1896 | 1901 | 1906 | 1911 | 1921 |
| ---- | ---- | ---- | ---- | ---- | ---- | ---- | ---- | ---- |
| 579  | 518  | 510  | 515  | 502  | 544  | 584  | 550  | 491  |

| 1926 | 1931 | 1936 | 1946 | 1954 | 1962 | 1968 | 1975 | 1982 |
| ---- | ---- | ---- | ---- | ---- | ---- | ---- | ---- | ---- |
| 430  | 426  | 440  | 429  | 501  | 513  | 464  | 422  | 406  |

| 1990 | 1999 | 2004 | 2006 | 2009 | 2014 | 2019 | 2022 | - |
| ---- | ---- | ---- | ---- | ---- | ---- | ---- | ---- | - |
| 394  | 369  | 363  | 369  | 400  | 410  | 413  | 418  | - |

## Culture locale et patrimoine

### Lieux et monuments

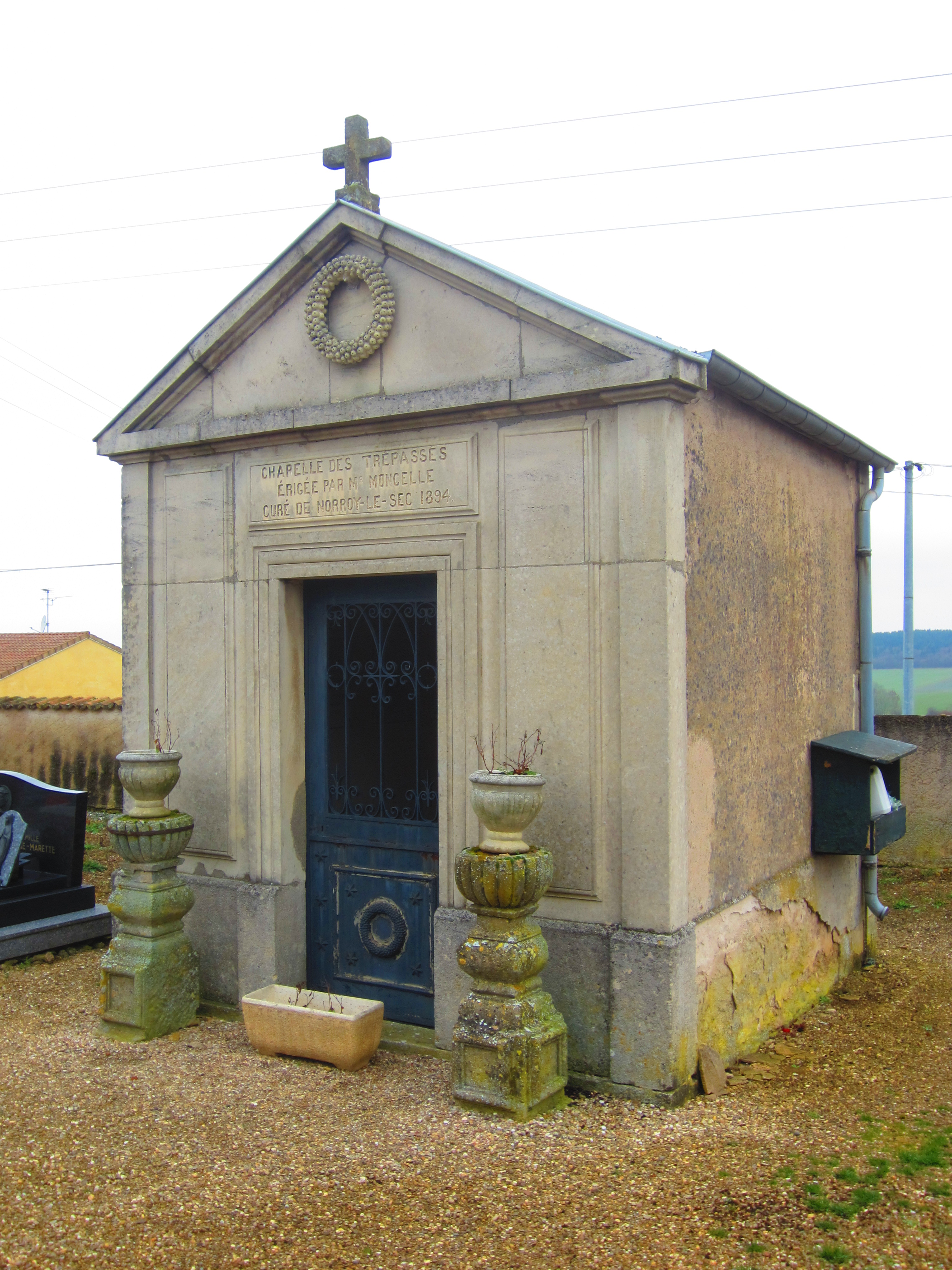
Chapelle des Trépassés au cimetière.

- Découverte en 1890 des substructions d'un petit monument gallo-romain.
- Château fort propriété de la famille de Norroy depuis le Moyen Âge, le château du XVe siècle (?) fut sans doute détruit en 1636, en même temps que celui de Conflans et ceux des environs.
- Église paroissiale Saint-Martin construite en 1721 ; restaurée en 1847, parties constituantes : cimetière ; monument sépulcral.
- Chapelle des Trépassés au cimetière, érigée par le curé de Norroy en 1894.
- Calvaire dite Croix Fondeur, situé au chevet de l'église érigé en 1707 par François Lapierre de Rombas pour Pierre Fondeur et Madeleine Ganbette son épouse.
- Calvaire, situé sur la RD 145 ancien calvaire élevé sans doute dans le courant du XVIIIe siècle, ayant perdu les statuettes de la Vierge et de saint Jean.

### Héraldique
| Blason de Norroy-le-Sec | Blason  | Coupé : au premier d'or à la bande de gueules chargée de trois alérions d'argent, au second d'argent au noyer sec arraché de sable. |
| Blason de Norroy-le-Sec | Détails | Le statut officiel du blason reste à déterminer.                                                                                    |